# Ge fan i mej
Ge fan i mej är Attentats första singel inspelad i mars 1979 i Nacksvings mobila studio, en buss som stod placerad på Packhusplatsen i Göteborg. Tekniker var Nationalteaterns gitarrist Bengt ”Bengan” Blomgren. Singeln släpptes första gången i maj 1979 på Attentats egen skivetikett Rykkman Rekkords. Första upplagan hade ett tryckfel, där siffran 6 saknades i bandets postgironummer, men var ditskrivet med en bläckpenna. 
Singeln har därefter återutgivits vid ett flertal tillfällen, då med rätt postgironummer. Senaste utgåvan släpptes 2016 på RE-Ken, med en liveinspelning från 1979 av ”Hej gamle man” som extraspår. 
Medverkar gör Mats Jönsson, Magnus Rydman, Martin Fabian och Dag Wetterholm.